# Сіньяли (село, Чебоксарський район)
Сінья́ли (рос. Синьялы, чув. Çĕньял) — село у складі Чебоксарського району Чувашії, Росія. Адміністративний центр Сіньяльського сільського поселення.
Населення — 1581 особа (2010; 1440 у 2002).
Національний склад:
- чуваші — 94 %